# کریستینا اوسترومنتسکا
کریستینا اوسترومنتسکا (انگلیسی: Krystyna Ostromęcka؛ زادهٔ ۱۲ مارس ۱۹۴۸) بازیکن والیبال اهل لهستان است.